# Jamesburg (New Jersey)
Jamesburg to miejscowość w hrabstwie Middlesex w stanie New Jersey w USA.
- Liczba ludności (2000) – ok. 6 tys.
- Powierzchnia – 2,2 km²